# جودي أرونسون
جودي أرونسون (بالإنجليزية: Judie Aronson)‏ هي ممثلة أمريكية، ولدت في 7 يونيو 1964 بلوس أنجلوس في الولايات المتحدة.

## الأعمال

### أفلام
- يوم الجمعة الثالث عشر: الفصل النهائي (1984)
- علم عجيب (1985)
- أميركان نينجا (1985)
- هانيبال (2001)

### المسلسلات
- بيفرلي هيلز 90210
- جاغ
- فول هاوس

## روابط خارجية
- جودي أرونسون على موقع IMDb (الإنجليزية)
- جودي أرونسون على موقع ألو سيني (الفرنسية)
- جودي أرونسون على موقع أول موفي (الإنجليزية)
- جودي أرونسون على موقع قاعدة بيانات الأفلام السويدية (السويدية)
- جودي أرونسون على موقع قاعدة بيانات الفيلم (الإنجليزية)
- جودي أرونسون على موقع كينوبويسك (الروسية)